# 22. únor
22. únor je 53. den roku podle gregoriánského kalendáře. Do konce roku zbývá 312 dní (313 v přestupném roce). Svátek má Petr.

## Události

### Česko
- 1903 – Smíchov byl povýšen na město.
- 1950 – StB mučením zlomila Josefa Toufara, tři dny nato kněz umírá.
- 1973 – V Praze byl zahájen provoz na Nuselském mostě.
- 1993 – Samostatné Česko se stalo členem UNESCO.
- 1998 – Čeští hokejisté získali zlatou medaili na Zimních olympijských hrách v Naganu.

### Svět
- 0896 – Papež Formosus korunoval východofranského krále Arnulfa Korutanského římským císařem.
- 1371 – Po smrti Davida II. na skotský trůn dosedl Robert II. a započala vláda Stuartovců.
- 1495 – Francouzský král Karel VIII. navštívil Neapol, aby se hlásil o královskou korunu.
- 1915 – První světová válka, východní fronta: druhá bitva u Mazurských jezer skončila drtivou porážkou ruských vojsk.
- 1958 – Egypt a Sýrie vytvořili společně Sjednocenou arabskou republiku
- 1977 – V první československé Jaderné elektrárně Jaslovské Bohunice došlo k vážné havárii.
- 1979 – Svatá Lucie vyhlásila nezávislost.
- 1997 – Keith Campbell, Ian Wilmut a biotechnologická společnost PPL Therapeutics na Roslinském institutu představili světu prvního savce, úspěšně naklonovaného ze somatické buňky dospělého jedince: ovci Dolly.
- 2011 – V novozélandském Christchurchi a v přilehlém regionu došlo k zemětřesení, které si vyžádalo smrt 185 osob, dalších 1800 bylo zraněno.
- 2017 – Byly objeveny planety TRAPPIST-1e, f, g a h.

## Narození

### Česko

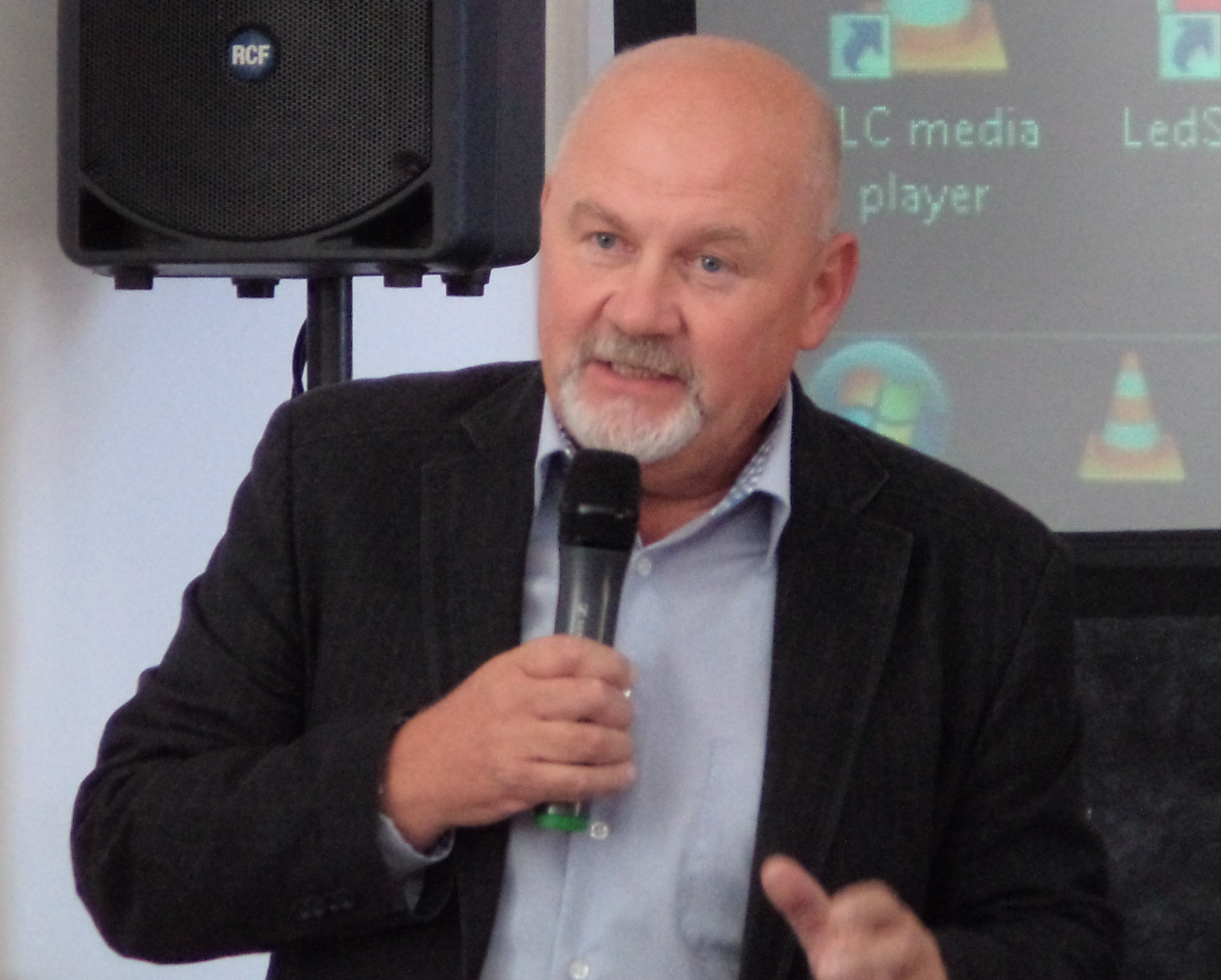
Luděk Galuška (* 1960)

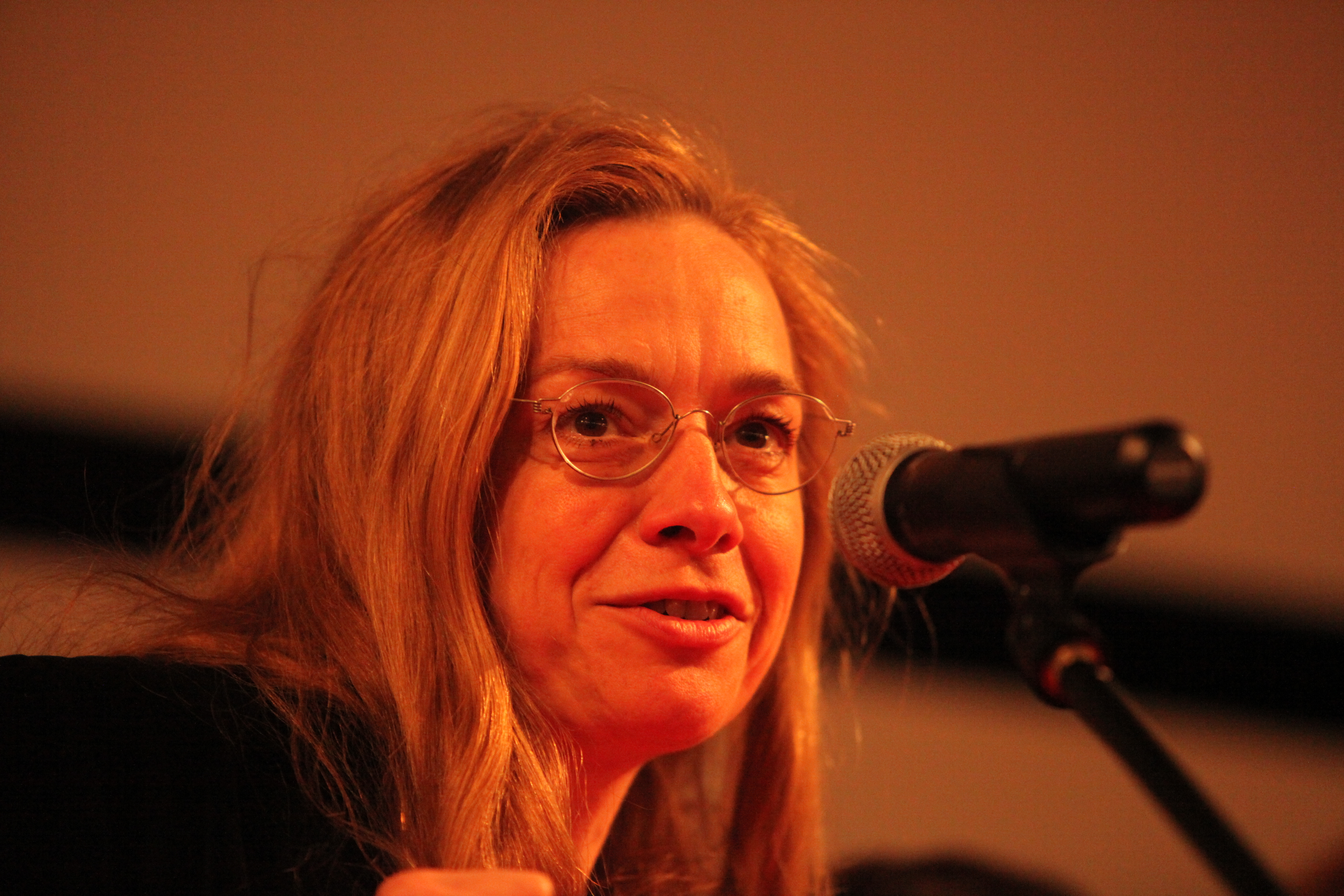
Andrea Sedláčková (* 1967)

- 1440 – Ladislav Pohrobek, český král († 23. listopadu 1457)
- 1749 – Jakub Jan Trautzl, český kněz, varhaník, hudební skladatel, spisovatel a pedagog († 27. června 1834)
- 1772 – Josef Lipavský, český hudební skladatel žijící v zahraničí († 7. ledna 1810)
- 1809 – Petr Matěj Fischer, mecenáš a smíchovský starosta († 24. května 1892)
- 1829 – Eduard Redlhammer, rakouský a český podnikatel a politik († 12. dubna 1916)
- 1833 – Josef Förster ml., český skladatel a hudební pedagog († 3. ledna 1907)
- 1851 – Patrik Blažek, český novinář a spisovatel († 17. července 1905)
- 1866 – Jindřich Gustav Maštalka, český politik († 9. září 1926)
- 1867 – Karl Hilgenreiner, českoněmecký kněz, teolog a politik († 8. května 1948)
- 1868 – Wenzel Feierfeil, československý politik německé národnosti († 19. března 1941)
- 1874 – Antonín Blažek, český architekt († 5. srpna 1944)
- 1879 – Bohuslav Kindl, československý politik († 23. února 1956)
- 1880 – Hugo Vavrečka, český novinář, ekonom a diplomat († 9. srpna 1952)
- 1883 – Jaroslav Kocian, houslový virtuos, hudební skladatel a pedagog († 8. března 1950)
- 1889 – Berty Vojtěch Ženatý, novinář, spisovatel a architekt († 17. prosince 1981)
- 1891 – František Fanta, československý legionář, generálmajor čs. armády († 12. října 1977)
- 1900 – Jozef Mjartan, československý politik († 25. února 1983)
- 1905
  - Josef Beneš, kněz kolaborující s komunistickým režimem († 23. května 1979)
  - Josef Tesla, ministr vlády Československa († 29. dubna 1963)
- 1912
  - Emil Kotrba, malíř († 21. února 1983)
  - Vratislav Čech, československý fotbalový reprezentant († 8. září 1974)
- 1919 – Jiří Pauer, hudební skladatel († 21. prosince 2007)
- 1921 – Zdeněk Čížkovský, moravský katolický kněz a misionář († 26. listopadu 2004)
- 1923 – Josip Kleczek, astronom († 5. ledna 2014)
- 1933 – Vladimír Veselý, český odborník v oblasti včelařství († 8. května 2013)
- 1939 – Petr Skarlant, český básník
- 1941 – Jiří Jedlička, český lékař v oboru pneumologie
- 1943 – Zuzana Nováková, básnířka, spisovatelka
- 1945 – Karel Vohralík, československý hokejový obránce († 17. října 1998)
- 1957 – Milan Peric, malíř, sochař a hudebník
- 1959 – Jiří Čunek, politik
- 1960 – Luděk Galuška, archeolog, byzantolog a publicista
- 1967 – Andrea Sedláčková, režisérka, herečka, střihačka
- 1979 – Tomáš Měcháček, herec, komik a moderátor
- 1991 – Andrej Nestrašil, lední hokejista

### Svět

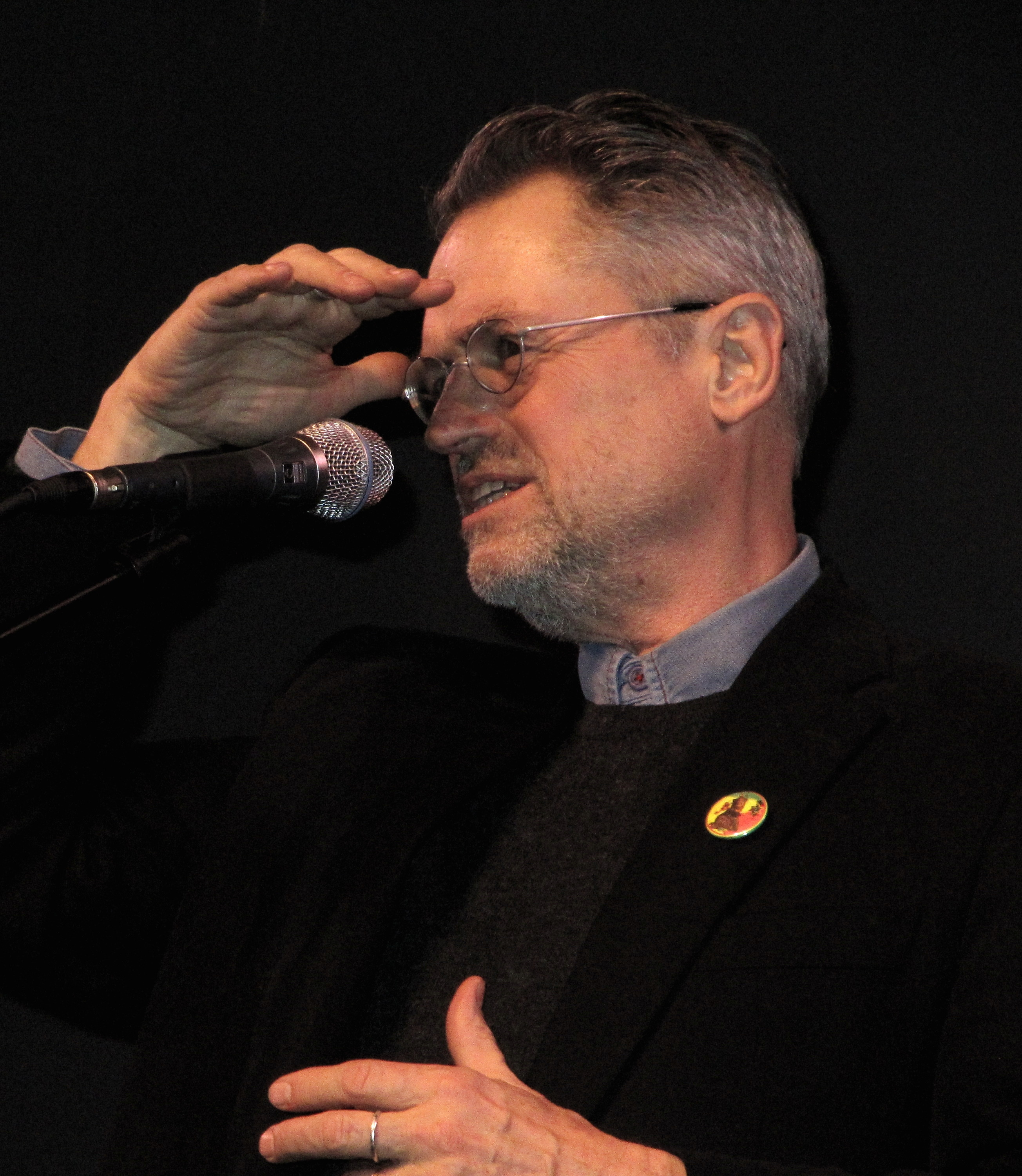
Jonathan Demme (* 1944)

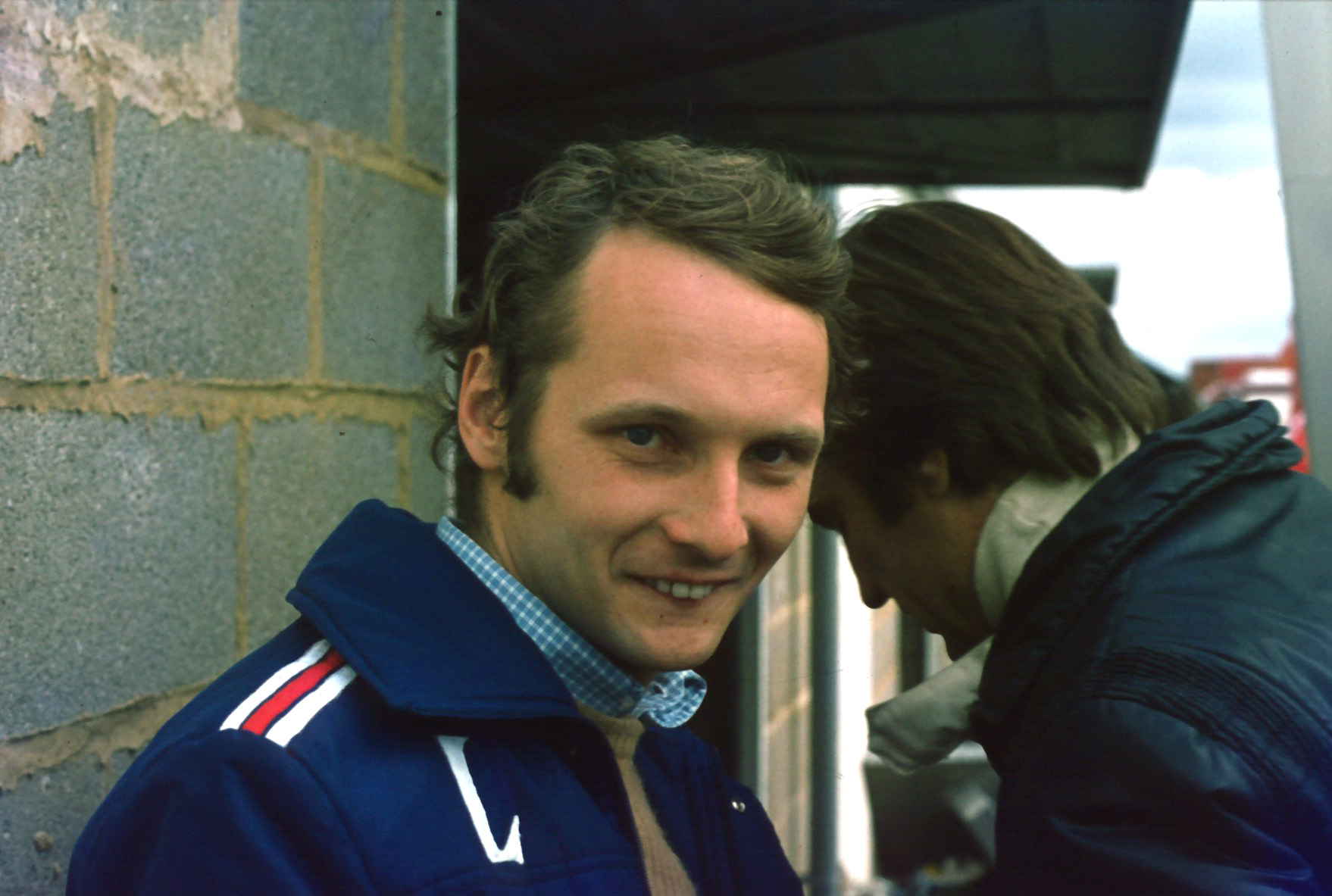
Niki Lauda (* 1949)

Michael Chang (* 1972)

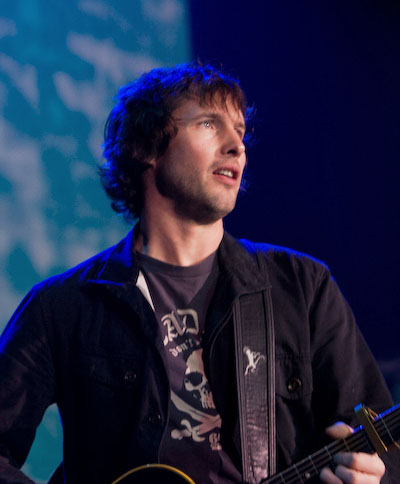
James Blunt (* 1974)

- 1303 – Šidebala, císař říše Jüan a veliký chán mongolské říše († 4. září 1323)
- 1403 – Karel VII. Francouzský, francouzský král († 22. července 1461)
- 1535 – Péter Bornemisza, maďarský protestantský kazatel a spisovatel († 1584)
- 1732 – George Washington, 1. prezident Spojených států amerických, († 14. prosince 1799)
- 1735 – Charles Lennox, 3. vévoda z Richmondu, britský maršál a šlechtic († 29. prosince 1806)
- 1749 – Johann Nikolaus Forkel, německý varhaník a hudební vědec († 20. března 1818)
- 1759 – Claude-Jacques Lecourbe, francouzský generál († 22. října 1815)
- 1771 – Vincenzo Camuccini, italský malíř († 2. září 1844)
- 1784 – John Eatton Le Conte, americký přírodovědec († 21. listopadu 1860)
- 1785 – Jean Charles Athanase Peltier, francouzský fyzik († 27. října 1845)
- 1788 – Arthur Schopenhauer, německý filozof, († 21. září 1860)
- 1790 – William Elford Leach, anglický zoolog († 26. srpna 1836)
- 1796 – Adolphe Quetelet, belgický astronom, statistik a sociolog († 17. února 1874)
- 1806 – Józef Kremer, polský spisovatel († 2. června 1875)
- 1810 – Fryderyk Chopin, polský hudební skladatel († 17. října 1849)
- 1817 – Niels Wilhelm Gade, dánský hudební skladatel a dirigent († 21. prosince 1890)
- 1824 – Pierre Janssen, francouzský fyzik a astronom († 23. prosince 1907)
- 1837 – Leopoldina Bádenská, princezna z Hohelohe-Langenburgu († 23. prosince 1903)
- 1839 – Francis Church, americký vydavatel a novinář, († 11. dubna 1906)
- 1840 – August Bebel, německý politik, spisovatel a filozof († 13. srpna 1913)
- 1843 – Rudolf Montecuccoli, rakousko-uherský admirál († 16. května 1922)
- 1857
  - Lord Robert Stephenson Smyth Baden-Powell of Gilwell, britský voják, zakladatel skautského hnutí († 8. ledna 1941)
  - Heinrich Rudolf Hertz, německý fyzik († 1. ledna 1894)
- 1864 – Jules Renard, francouzský spisovatel († 22. května 1910)
- 1867
  - Hermann Bäcker, německý spisovatel († 27. dubna 1928)
  - Karl Hilgenreiner, českoněmecký římskokatolický teolog, politik († 8. května 1948)
- 1868 – David Devant, britský kouzelník († 13. října 1941)
- 1872 – Fannie Ward, americká herečka († 27. ledna 1952)
- 1875 – Graham Drinkwater, kanadský lední hokejista († 27. září 1946)
- 1879 – Johannes Nicolaus Brønsted, dánský fyzik († 17. prosince 1947)
- 1885 – Alexandra Kimová, korejská komunistická revolucionářka († 16. září 1918)
- 1886 – Hugo Ball, německý spisovatel a básník († 14. září 1927)
- 1887 – Savielly Tartakower, šachový velmistr a teoretik († 4. února 1956)
- 1889
  - Olave Baden-Powell, spoluzakladatelka Světového sdružení skautek († 25. června 1977)
  - Robin George Collingwood, anglický filozof a historik († 9. ledna 1943)
- 1892 – Edna St. Vincent Millayová, americká básnířka, dramatička a prozaička († 19. října 1950)
- 1897 – Leonid Alexandrovič Govorov, maršál Sovětského svazu († 19. března 1955)
- 1900 – Luis Buñuel, španělský filmový režisér († 29. července 1983)
- 1903
  - Frank Ramsey, britský matematik († 19. ledna 1930)
  - Hamdamšaltaneh Pahlaví, íránská princezna († 1. ledna 1978)
- 1904 – Franz Kutschera, rakouský válečný zločinec, Varšavský kat († 1. února 1944)
- 1908 – Pavol Čarnogurský, slovenský politik († 27. prosince 1992)
- 1909 – Alexandr Pečerskij, ruský organizátor a vůdce úspěšného útěku židů ze Sobiboru († 19. ledna 1990)
- 1914 – Renato Dulbecco, italsko-americký biolog a virolog, Nobelova cena 1975 († 19. února 2012)
- 1920 – Samuel Falťan, slovenský historik a politik († 15. prosince 1991)
- 1921
  - Giulietta Masina, italská herečka († 23. března 1994)
  - Jean-Bédel Bokassa, druhý prezident a samozvaný císař-diktátor Středoafrické republiky († 3. listopadu 1996)
  - Wayne Booth, americký literární teoretik († 10. října 2005)
- 1922
  - Cvi Ben Ja'akov, židovský účastník protinacistického odboje, člen výsadkové skupiny Amsterdam († 1945)
  - Fritz Strassmann, německý chemik († 22. dubna 1980)
  - Joe Wilder, americký jazzový trumpetista a skladatel († 9. května 2014)
- 1923
  - Norman Smith, britský hudebník a hudební producent († 3. března 2008)
  - François Cavanna, francouzský spisovatel († 29. ledna 2014)
- 1926 – Dave Bailey, americký bubeník
- 1928 – Paul Dooley, americký herec a komik
- 1930 – Walter Mischel, americký psycholog († 12. září 2018)
- 1932 – Edward Kennedy, americký politik († 25. srpna 2009)
- 1933 – Katharine, vévodkyně z Kentu, manželka britského prince Edwarda
- 1935 – Danilo Kiš, srbský spisovatel († 15. října 1989)
- 1936
  - Ádám Bodor, maďarský spisovatel
  - Karol Divín, slovenský krasobruslař a krasobruslařský trenér († 6. dubna 2022)
- 1938 – Karin Dorová, německá herečka († 6. listopadu 2017)
- 1940 – Billy Name, americký fotograf († 18. července 2016)
- 1941 – Hipólito Mejía, prezident Dominikánské republiky
- 1943
  - Terry Eagleton, britský literární teoretik a kritik
  - Horst Köhler, devátý prezident Spolkové republiky Německo
  - Eduard Limonov, ruský spisovatel a politik  († 17. března 2020)
- 1944
  - Mark Charig, britský kornetista a trumpetista
  - Jonathan Demme, americký režisér
  - Felice Picano, americký spisovatel
- 1946 – Dan Millman, americky spisovatel, gymnasta
- 1947 – Harvey Mason, americký jazzový bubeník
- 1948 – Isaac Balie, jihoafrický historik
- 1949
  - Niki Lauda, rakouský pilot Formule 1 († 20. května 2019)
  - Olga Morozovová, sovětská profesionální tenistka
  - Nigel Pegrum, americký bubeník
- 1950
  - Julius Erving, americký basketbalista
  - Julie Waltersová, britská herečka
  - Miou-Miou, francouzská herečka
  - Genesis P-Orridge, anglický hudebník († 14. března 2020)
- 1952
  - James Bagian, americký lékař a astronaut arménského původu
  - Cyrinda Foxe, americká modelka a herečka († 7. září 2002)
  - Khadga Prasád Oli, nepálský premiér
- 1953
  - Nigel Planer, anglický herec, komik, spisovatel a dramatik
  - Romas Kalanta, litevský národní hrdina († 14. května 1972)
- 1955 – Jang Lien, čínský básník
- 1956 – Voldemaras Novickis, sovětský házenkář († 31. ledna 2022)
- 1959 – Kyle MacLachlan, americký herec
- 1962 – Steve Irwin, australský dobrodruh, ochránce životního prostředí a hlavní postava seriálu „Lovec krokodýlů“ († 4. září 2006)
- 1964
  - Katerina Janouch, švédská spisovatelka a novinářka českého původu
  - Gigi Fernándezová, portorická tenistka a trenérka
  - Magnus Wislander, švédský házenkář
- 1965 – Steve Speirs, velšský herec
- 1970 – Patrick Vlačič, slovinský právník a politik
- 1972
  - Michael Chang, americký tenista
  - Claudia Pechsteinová, německá rychlobruslařka
- 1974 – James Blunt, britský zpěvák
- 1975 – Drew Barrymoreová, americká herečka
- 1982 – Cristian Savani, italský volejbalista
- 1985 – Zach Roerig, americký herec
- 1988
  - Jonathan Borlée, belgický atlet, běžec
  - Ximena Navarrete, mexická modelka, Miss Universe 2010
- 1991
  - Richard Landström, švédský profesionální hráč počítačových her
  - Andrej Kuzněcov, ruský tenista
  - Lenka Kršáková, slovenská sprinterka
  - Tobias Ludvigsson, švédský silniční cyklista
- 1992
  - Alexandra Ladurner, italská sportovní lezkyně
  - Haris Seferović, švýcarský fotbalista
- 1994 – Světlana Mironovová, ruská biatlonistka
- 1997 – Ilja Samsonov, ruský hokejový brankář

## Úmrtí

### Česko

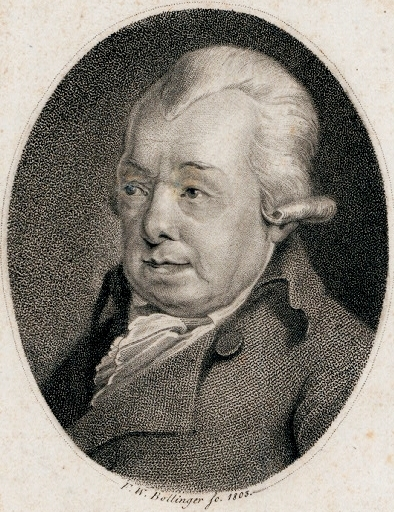
Josef Benda (* (1804)

- 1732 – Gottfried Hoffer z Lobenštejnu, generální vikář litoměřické diecéze (* 1665)
- 1768 – Jan Lohelius Oehlschlägel, český varhaník a hudební skladatel (* 31. prosince 1724)
- 1799 – Jan Křtitel Lachenbauer, biskup brněnský (* 31. ledna 1741)
- 1804 – Josef Benda, houslista a skladatel (* 7. března 1724)
- 1822 – Johann Ignaz Walter, německý tenorista a hudební skladatel narozený v Čechách (* 31. srpna 1755)
- 1836 – Alois Martin David, německo-český kněz, astronom a kartograf (* 8. prosince 1757)
- 1863 – Franz Xaver Maxmilian Zippe, mineralog a geolog (* 15. ledna 1791)
- 1886 – Jiljí Jarolímek, český báňský inženýr (* 16. října 1836)
- 1892 – Josef Hasner von Artha, lékař a poslanec Českého zemského sněmu (* 13. srpna 1819)
- 1901 – Josef Adolf Bergmann, český kantor a hudební skladatel (* 26. července 1822)
- 1909 – Tomáš Černý, český právník a politik (* 18. srpna 1840)
- 1912 – Renáta Tyršová, kunsthistorička a umělecká kritička, etnografka (* 31. července 1854)
- 1921 – Antonín Balšánek, český architekt (* 6. dubna 1865)
- 1922 – Viktor Beneš, architekt (* 19. srpna 1858)
- 1925 – Anna Sychravová, československá politička (* 7. července 1873)
- 1934
  - František Tonner, poslanec Českého zemského sněmu (* 20. září 1837)
  - Bohuslav Procházka, československý politik (* 13. prosince 1874)
- 1947 – Břetislav Foustka, sociolog a filosof, profesor Univerzity Karlovy (* 5. února 1862)
- 1956 – Ctibor Bezděk, lékař, spisovatel, pacifista, filantrop (* 10. března 1872)
- 1961 – Antonín Eltschkner, generální vikář pražské arcidiecéze (* 4. června 1880)
- 1968 – Jaroslav Stuka, český dirigent, sbormistr, hudební skladatel a pedagog (* 29. prosince 1883)
- 1972 – Karel Skoupý, 12. biskup brněnský (* 30. prosince 1886)
- 1979 – Luděk Hulan, jazzový kontrabasista (* 11. října 1929)
- 1991 – Ladislav Fialka, herec-mim (* 22. září 1931)
- 1993 – Miloslav Troup, český akademický malíř (* 30. června 1917)
- 1998 – Jan Stránský, politik a novinář (* 3. prosince 1913)
- 2010 – Zdena Frýbová, česká spisovatelka a novinářka (* 30. srpna 1934)
- 2011 – Antonín Švorc, český operní pěvec-barytonista (* 12. února 1934)
- 2016 – Jaroslava Hanušová, česká filmová, televizní a divadelní herečka (* 25. února 1949)
- 2017 – Tomáš Mazáč, český básník a novinář (* 24. října 1962)

### Svět

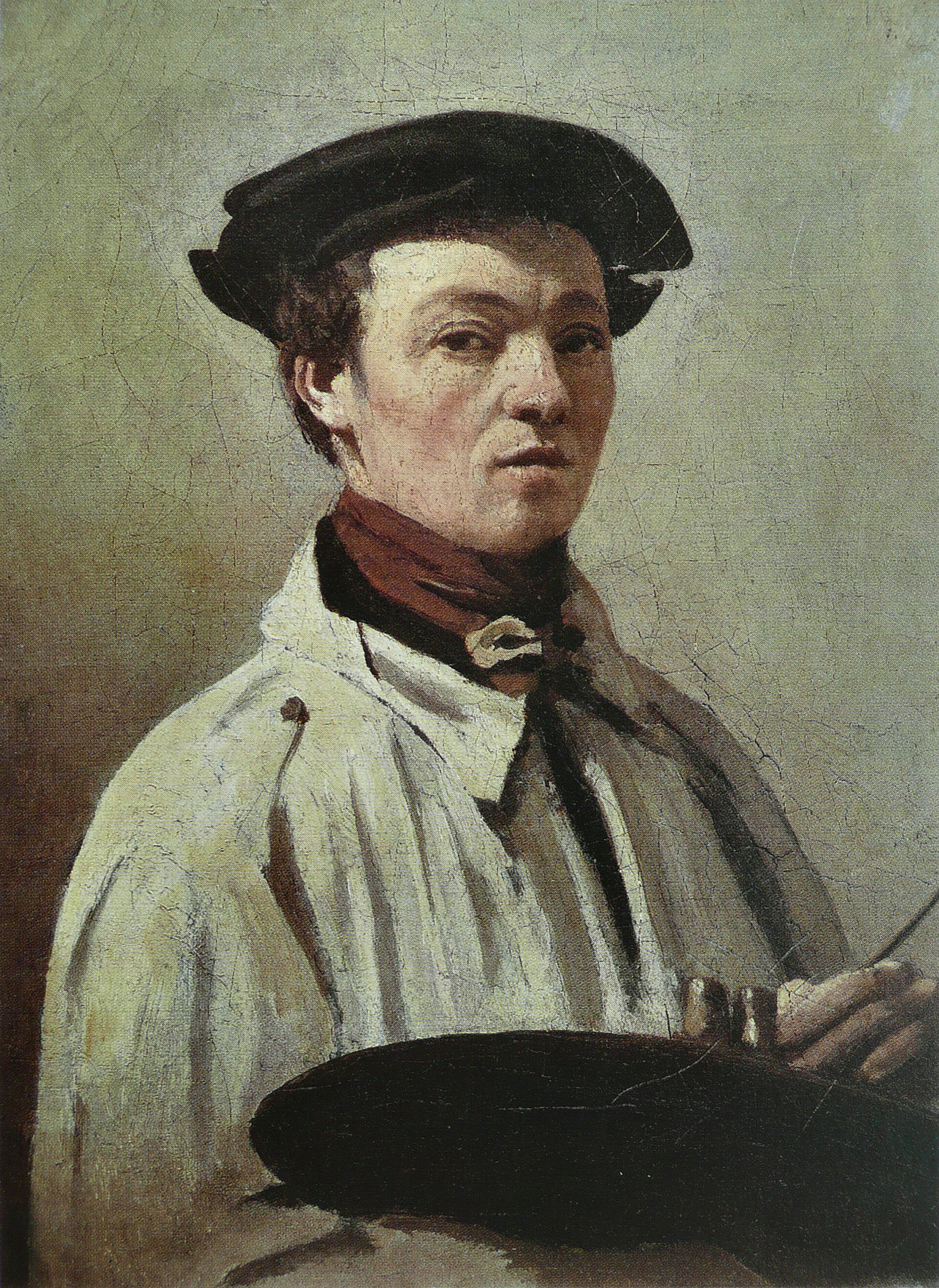
Camille Corot († 1875)

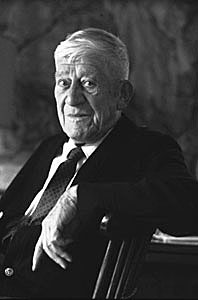
Oskar Kokoschka († 1980)

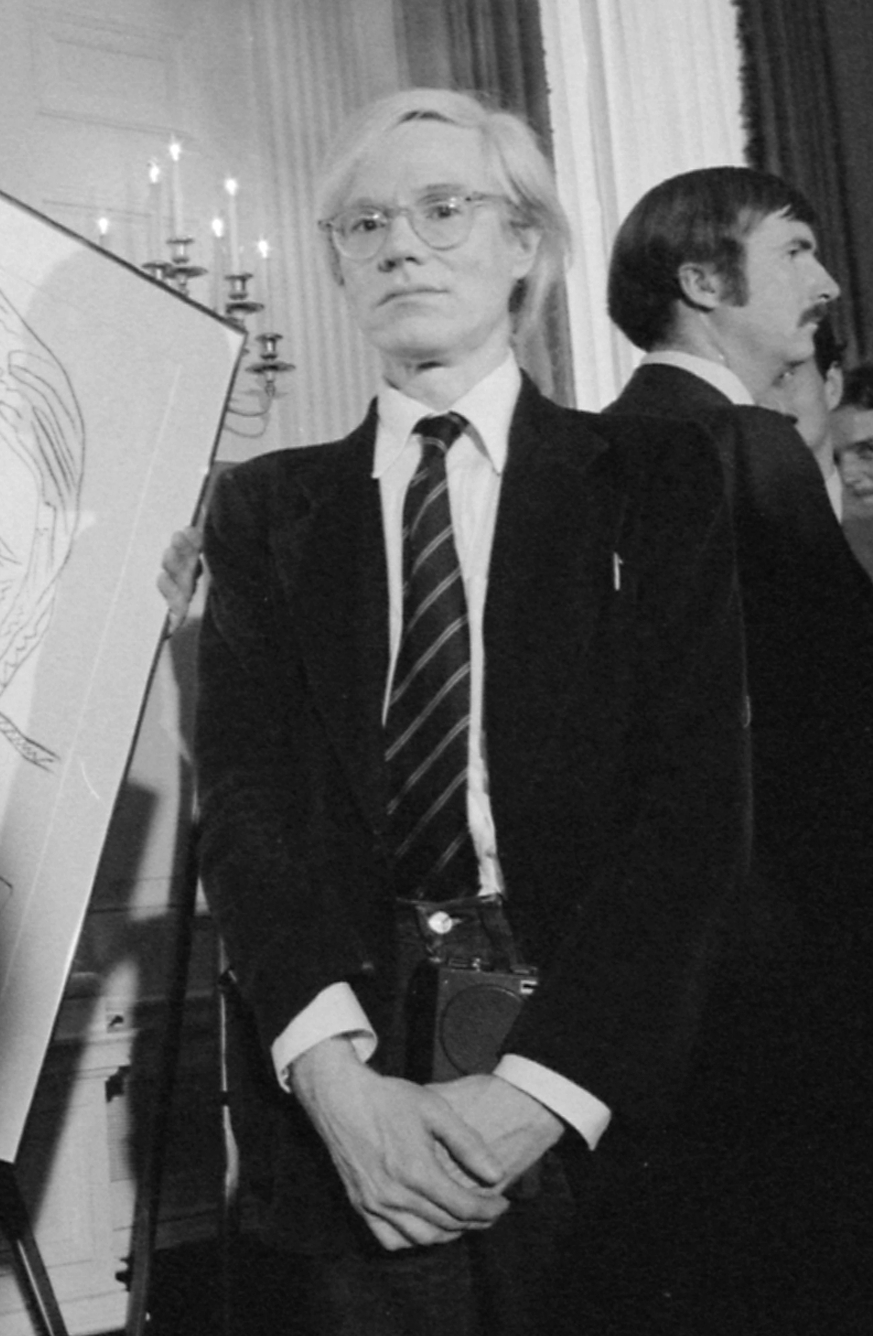
Andy Warhol († 1987)

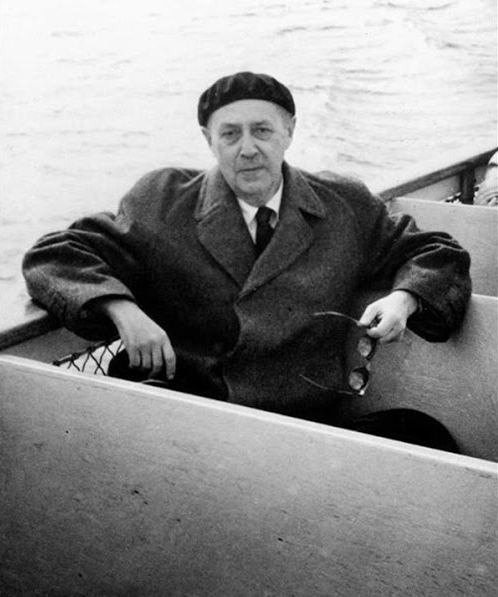
Sándor Márai († 1989)

- 0606 – Sabinianus, papež (* ?)
- 1131 – Judita Bavorská, z rodu Welfů, švábská vévodkyně (* 1103)
- 1371 – David II. Skotský, skotský král, (* 5. března 1324)
- 1395 – Feng Šeng, čínský vojevůdce (* 1330)
- 1512 – Amerigo Vespucci, italský cestovatel a objevitel (* 9. března 1451 nebo 1454)
- 1599 – García Loaysa y Girón, arcibiskup toledský (* 1534)
- 1674
  - Jean Chapelain, francouzský básník (* 4. prosince 1595)
  - John Wilson, anglický skladatel, zpěvák a loutnista (* 5. dubna 1595)
- 1690 – Charles Le Brun, francouzský malíř a teoretik umění (* 24. února 1619)
- 1712 – Nicolas Catinat, francouzský vojevůdce (* 1. září 1637)
- 1718 – Sigbert Heister, rakouský šlechtic a vojevůdce (* 1646)
- 1731 – Frederik Ruysch, nizozemský anatom a botanik († 23. března 1638)
- 1750 – Pietro Filippo Scarlatti, italský barokní skladatel (* 5. ledna 1679)
- 1760 – Anna Magdalena Bachová, německá zpěvačka (* 22. září 1701)
- 1797 – Karl Friedrich Hieronymus von Münchhausen, dobrodruh, v Česku známý jako Baron Prášil (* 11. května 1720)
- 1810 – Charles Brockden Brown, americký spisovatel (* 17. ledna 1771)
- 1816 – Adam Ferguson, skotský filosof, sociolog a historik (* 20. června 1723)
- 1822 – Johann Ignaz Walter, německý tenorista a hudební skladatel narozený v Čechách (* 31. srpna 1755)
- 1827 – Charles Willson Peale, americký malíř (* 15. dubna 1741)
- 1829 – Adam Albert Neipperg, rakouský šlechtic, generál a státník (* 8. dubna 1775)
- 1862 – Franz von Pillersdorf, rakouský státník (* 1. března 1786)
- 1875
  - Charles Lyell, anglický právník a geolog (* 14. listopadu 1797)
  - Camille Corot, francouzský malíř (* 26. července 1796)
- 1882 – Alexander Friedmann, rakouský podnikatel a politik (* 8. května 1838)
- 1888 – Jean-Delphin Alard, francouzský houslista a hudební skladatel (* 8. března 1815)
- 1890 – Carl Heinrich Bloch, dánský malíř (* 23. května 1834)
- 1894 – Michał Hórnik, lužickosrbský duchovní a slavista (* 1. září 1833)
- 1903 – Hugo Wolf, rakouský hudební skladatel (* 13. března 1860)
- 1906 – Alexandrina Dietrichstein-Mensdorff-Pouilly, kněžna z Ditrichštejna a dědička mikulovského panství (* 28. února 1824)
- 1912 – Isaiah West Taber, americký fotograf (* 17. srpna 1830)
- 1913
  - Francisco Madero, mexický politik, revolucionář, spisovatel a podnikatel (* 30. října 1873)
  - Ferdinand de Saussure, švýcarský jazykovědec (* 26. listopadu 1857)
- 1921 – Ernest Gunther Šlesvicko-Holštýnský, německý šlechtic (* 11. srpna 1863)
- 1922 – Aharon David Gordon, sionistický aktivista a teoretik (* 9. června 1856)
- 1925 – Thomas Clifford Allbutt, britský lékař a vynálezce (* 20. července 1836)
- 1928 – Florián Červeň, slovenský geograf a historik (* 3. února 1840)
- 1929 – Gunnar Heiberg, norský dramatik (* 18. listopadu 1857)
- 1939
  - Alexandr Jegorov, sovětský armádní velitel a oběť Stalinských čistek (* 25. října 1883)
  - Antonio Machado, španělský básník (* 26. července 1875)
- 1942 – August von Parseval, německý stavitel vzducholodí (* 5. února 1861)
- 1943
  - Vladimír Grégr, český architekt (* 3. srpna 1902)
  - Hans Scholl, německý student, antinacista (* 22. září 1918)
  - Sophie Scholl, německá studentka, spoluzakladatelka skupiny Bílá růže (* 9. května 1921)
  - Hans Woellke, německý atlet, koulař (* 18. února 1911)
- 1944 – Pjotr Berngardovič Struve, ruský filozof, historik a ekonom (* 7. února 1870)
- 1958 – Henryk Arctowski, polský geograf, geofyzik, geolog, cestovatel (* 15. července 1871)
- 1959 – William Hobson Mills, anglický chemik (* 6. července 1873)
- 1970 – Dora Boothbyová, anglická tenistka (* 2. srpna 1881)
- 1972 – Paul Grüninger, švýcarský policejní důstojník, nositel titulu Spravedlivý mezi národy (* 27. října 1891)
- 1973 – Katina Paxinou, řecká herečka (* 17. prosince 1900)
- 1975
  - Oskar Perron, německý matematik (* 7. května 1880)
  - Mordechaj Namir, izraelský politik a diplomat (* 23. února 1897)
- 1976 – Michael Polanyi, maďarsko-britský filozof a chemik (* 11. března 1891)
- 1980 – Oskar Kokoschka, rakouský malíř (* 1. března 1886)
- 1986 – Boris Sluckij, sovětský básník (* 7. května 1919)
- 1987 – Andy Warhol, americký výtvarník (* 6. srpna 1928)
- 1989 – Sándor Márai, maďarský spisovatel (* 11. dubna 1900)
- 1994 – Papa John Creach, americký houslista (* 28. května 1917)
- 2002
  - Jonas Savimbi, vůdce opozičního hnutí UNITA v Angole (* 3. srpna 1934)
  - Raymond Firth, novozélandský antropolog a vysokoškolský profesor (* 25. března 1901)
- 2004 – Roque Máspoli, uruguayský fotbalista (* 12. října 1917)
- 2006 – Angelica Rozeanuová, rumunsko-izraelská hráčka stolního tenisu (* 15. října 1922)
- 2007
  - Ian Wallace, britský rockový a jazzový bubeník (* 29. září 1946)
  - Jozef Dunajovec, slovenský novinář, publicista a autor literatury faktu (* 23. března 1933)
- 2009
  - Phaolô Giuse Phạm Đình Tụng, vietnamský kněz, arcibiskup Hanoje, kardinál (* 15. června 1919)
  - Howard Zieff, americký fotograf a filmový režisér (* 21. října 1927)
- 2012
  - Mike Melvoin, americký jazzový klavírista (* 10. května 1937)
  - Billy Strange, americký zpěvák, kytarista, skladatel a herec (* 29. září 1930)
- 2013
  - Wolfgang Sawallisch, německý dirigent (* 26. srpna 1923)
  - Atje Keulenová-Deelstraová, nizozemská rychlobruslařka (* 31. prosince 1938)
- 2015 – Roger Cecil, velšský malíř (* 18. července 1942)
- 2020 – Kiki Dimoula, řecká básnířka (* 6. června 1931)
- 2021 – Lawrence Ferlinghetti, americký básník, dramatik a překladatel (* 24. března 2019)

## Svátky

### Česko
- Petr, Petronius
- Etela

### Svět
- Evropský den obětí zločinu
- Den sesterství (Mezinárodní den skautek, Den díků, Den přemýšlení, Den skutků)
- Slovensko: Etela

## Pranostiky

### Česko
- Je-li na Stolici svatého Petra zima, ještě dlouho potrvá.
- Je-li na svatého Petra nastolení mráz, bude mrznout ještě 14 dní.
- Jak tlustý a hrubý mráz bude za noce před Stolováním svatého Petra, takový bude za 40 dní pořád.
- O svatém Petru nastolení je-li mráz, po 40 dní mu konec není.
- Když mrzne na Petra nastolení, mrznout bude 40 dní bez prodlení.
- Svatý Kliment zimu oblibuje, svatý Petr ji ucezuje.
- Svatý Petr za stolem nenechává na holém, a teprve v okovech (1. srpna) posílá sedlákům výsluhy

| 22. únor v pražském KlementinuÚdaje jsou platné k 11. 3. 2025. | 22. únor v pražském KlementinuÚdaje jsou platné k 11. 3. 2025. | 22. únor v pražském KlementinuÚdaje jsou platné k 11. 3. 2025. |
| minimum                                                        | denní průměr                                                   | maximum                                                        |
| -------------------------------------------------------------- | -------------------------------------------------------------- | -------------------------------------------------------------- |
| −19,4 °C (1929)                                                | 1,7 °C (od 1961)                                               | 14,0 °C (2016)                                                 |